# ورین کاشونیک
ورین کاشونیک (ارمنی: Վերին Քաշունիք؛ ترکی آذربایجانی: Yuxarı Mollu) یک منطقهٔ مسکونی در جمهوری آرتساخ است که در استان کاشاتاق واقع شده‌است